# Tetrarkin Negroponte
Tetrarkin Negroponte var ett historiskt rike på ön Euboea i nuvarande Grekland 1204-1470. Det var en av de latinsk-katolska korsfararstater som existerade i Grekland mellan det fjärde korståget som störtade det grekisk-ortodoxa Bysantinska riket 1204, och etableringen av det turkisk-muslimska Osmanska riket under 1400- och 1500-talen.
Tetrarkin var indelad i de tre baronierna Chalkis, Karystos och Oreos, som var och en styrdes av två baroner i samregering ur dynastier från Lombardiet. Dess inre historia är bara fragmentariskt dokumenterad, och många av regenterna är okända. Styrelseformen gjorde politiken instabil och Venedig skaffade sig en maktställning genom att agera medlare. I slutet av 1300-talet övertogs baronierna av Venedig. 